# 1217

## Události
- vypravena pátá křížová výprava

## Narození
- 3. května – Jindřich I. Kyperský, kyperský král († 18. ledna 1253)
- ? – Hülegü, mongolský panovník († 8. února 1265)
- ? – Balduin II. Konstantinopolský, poslední křižácký latinský císař v Konstantinopoli († říjen 1273)

## Úmrtí
Česko
- ? – Hroznata, český šlechtic a mučedník (* kolem 1170)

Svět
- 23. dubna – Inge II., norský král (* 1185)
- 25. dubna – Heřman I. Durynský, lantkrabě durynský z dynastie Ludowingů a mecenáš minnesängerů (* 1155)
- 6. června – Jindřich I., kastilský král (* 1204)
- 21. července – Hadmar II. z Kuenringu, rakouský ministerial (* 1140?)
- 14. října – Isabela z Gloucesteru, manželka anglického krále Jana Bezzemka (* 1173)
- 2. listopadu – Filip z Dreux, biskup z Beauvais, účastník křížových výprav (* 1158)
- ? – Alexander Neckam, anglický filosof a encyklopedista (* 1157)

## Hlava státu
- České království – Přemysl Otakar I.
- Svatá říše římská – Fridrich II.
- Papež – Honorius III.
- Anglické království – Jindřich III. Plantagenet
- Francouzské království – Filip II. August
- Polské knížectví – Lešek I. Bílý
- Uherské království – Ondřej II.
- Sicilské království – Fridrich I.
- Kastilské království – Jindřich I. Kastilský
- Rakouské vévodství – Leopold VI. Babenberský
- Skotské království – Alexandr II. Skotský
- Portugalské království – Alfons II. Portugalský
- Norské království – Inge II. / Haakon IV. Starý
- Latinské císařství – Petr – Jolanda
- Nikájské císařství – Theodoros I. Laskaris